# جزيرة شرقي
جزيرة شرقي هي أهم جزيرة في أرخبيل قرقنة من حيث المساحة، وتمتد وحدها على أكثر من نصف مساحة الأرخبيل.
- يوجد بها عدد من أهم التجمعات السكانية بالأرخبيل: أولاد يانق، العطايا، أولاد قاسم، الرملة.